# San Lorenzo in Palatio ad Sancta Sanctorum
San Lorenzo in Palatio ad Sancta Sanctorum, även benämnd Sancta Sanctorum, är en kyrkobyggnad i Rom, helgad åt den helige Laurentius. Kyrkan är belägen vid Piazza di San Giovanni in Laterano i Rione Esquilino och tillhör församlingen San Giovanni in Laterano.

## Kyrkokomplexets omfattning
Hela kyrkokomplexet omfattar flera olika sakrala rum och byggnader:
- Santuario Papale della Scala Santa
- Sancta Sanctorum
- San Lorenzo in Palatio
- Cappella del Crocifisso
- Oratorio di San Silvestro
- Triclinium Leoninum
- Oratorio del Santissimo Sacramento
- Passionistkloster

## Kyrkans historia
Sancta Sanctorum är latin och betyder ”de heligaste heliga” och åsyftar alla de reliker som vördas i byggnaden. På frisen i kapellet står det i svensk översättning ”Det finns ingen plats i hela världen heligare än denna”.
Kapellet var ursprungligen påvens privatkapell vid det medeltida Lateranpalatset. Under tidigt 400-talet gjorde påvarna Lateranen till sitt residens, men privatkapellets första dokumenterade omnämnande är från 700-talet.